# Poblado fortificado de Vila Nova de San Pedro

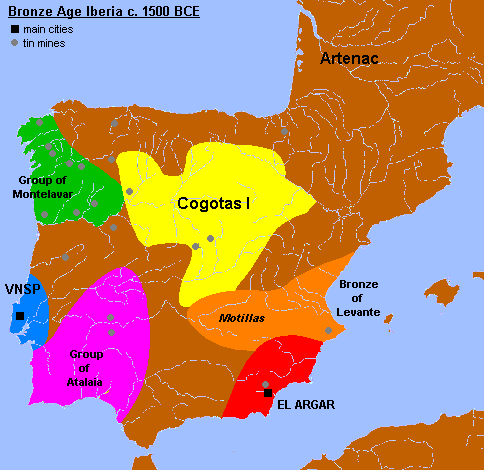
Vila Nova de San Pedro (en azul) en el contexto de la Edad del Bronce de la península ibérica.

El poblado fortificado de Vila Nova de San Pedro, en portugués castro de Vila Nova de São Pedro, es un asentamiento fortificado, o castro, calcolítico ubicado en la antigua parroquia de Vila Nova de San Pedro, en la actualidad parte de la Unión de freguesias de Manique do Intendente, Vila Nova de São Pedro y Maçussa, alto concejo de Azambuja, distrito de Lisboa. Tiene el rango de Monumento Nacional desde el año 1971.
Este yacimiento es quien ha dado nombre a la cultura arqueológica de Vila Nova.

## Localización
Se localiza en una meseta de unos 100 metros de altitud, con excelente visibilidad, formando una defensa natural que habría constituido uno de los atractivos para las poblaciones que allí se establecieron.
Se encuentra cerca del curso del río Almoster (afluente del río Maior, y este afluente del Tajo), que habría sido el principal medio de comunicación de los habitantes del pueblo.

## Descripción
El pueblo está constituido por una estructura defensiva central y dos murallas exteriores, que circundaría la interior.
Floreció entre, aproximadamente, 2600 a. C. y 1300 a. C. Se caracteriza por la construcción de fortificaciones de piedra y una serie de características culturales específicas que diferencian su contorno (lúnulas, vasijas rituales, losas con aparente significado astronómico, etc.). Está totalmente inmerso en la Europa megalítica. Se distinguen dos períodos:
- Vila Nova I: Antes de aproximadamente 2200 a. C. A lo largo de este paso y el siguiente inicio aparece estrechamente vinculada a la Los Millares. Comercio o intercambio con los países escandinavos (ámbar) y África del Norte (marfil, cáscara de huevo de avestruz), que existe desde hace siglos, continúa durante este tiempo.

- Vila Nova II: Se caracteriza por la presencia de la cultura del vaso campaniforme, probablemente por contactos mercantil. Entre 2100 a. C. y 1900 a. C., se convierte en el centro continental de este fenómeno. A partir de 1800 a. C., con la sustitución de Los Millares por la nueva civilización del Argar, en el sureste español, parece entrar en lenta decadencia. Mientras que El Argar los y grupos suroeste ibérico incorporan la técnica del bronce, Vila Nova permanece estancada en el Calcolítico hasta su disolución en la cultura de la cerámica bruñida externa integrada en el Bronce atlántico.